# A Felipe Ruiz
Oda A Felipe Ruiz de la Torre y Mota, más conocido abreviando A Felipe Ruiz, es un poema del humanista español Fray Luis de León, circa del 1578. Esta entre las 100 mejores poesías de la lengua castellana, precisamente en el lugar 16º. Habla sobre Felipe Ruiz, humanista y poeta, que tuvo dos hijos: Francisco Ruiz y Felipe Ruiz de la Torre y Mota; de allí el título.  

## Sinopsis
Felipe Ruiz fue un poeta del Siglo de Oro, un humanista, nacido en Mota del Cuervo, en el año 1527, hijo de Pedro de la Torre, regidor de Burgos y de María Orense de la Mota. En 1552, al fallecer su madre, dejó todos los bienes a sus dos hijos, universales herederos, los hermanos Francisco (que también llegaría a ser regidor de Burgos) y Felipe Ruiz de la Torre y Mota, que en aquella época aún no había cumplido los 25 años. Felipe recibió en herencia casi cien mil maravedíes y dos cuentos que le fueron entregados por su abuela Juana de la Mota.
Se cree que fue Agustino y sabemos que simpatizó con los biblistas de Salamanca.

### Relación con Fray Luis de León

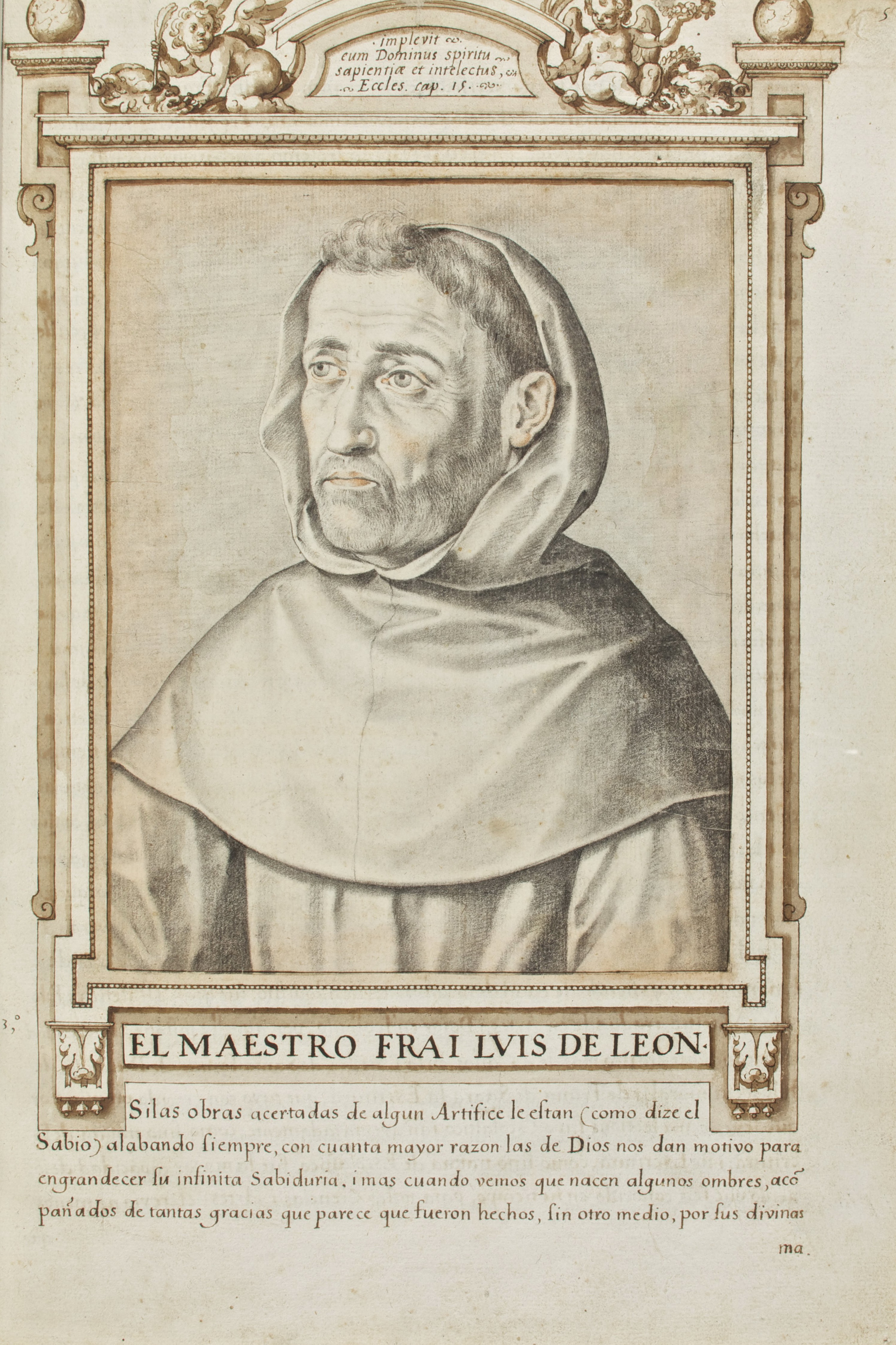
Imagen de Fray Luis de León, realizada en 1599 por Francisco Pacheco.

Posiblemente, el mayor conocimiento que se tiene sobre este moteño, se debe a que fue amigo y tal vez pariente de Fray Luis de León, uno de los poetas más importantes del Renacimiento español. Un humanista y religioso agustino, nacido en el vecino pueblo de Belmonte en 1527 o en 1528. Al parecer, ambos eran descendientes de familias judío conversas, eran prácticamente de la misma edad, naturales de pueblos vecinos y hasta es posible que coincidieran en Salamanca en la Orden de los Agustinos. 
Sabemos que Fray Luis de León propuso como testigo a su amigo Felipe Ruiz de la Torre y Mota y a otros miembros de la familia de éste, durante el proceso inquisitorial que Fray Luis de León mantuvo en 1572 ante los inquisidores de Valladolid, que le llevaron a la cárcel por manifestar públicamente su gusto por la biblia hebraica, en lugar de la biblia traducida por la iglesia al idioma castellano. En cambio no se tiene constancia de que Felipe Ruiz fuera, finalmente, llamado a declarar.

### Letra del poema
¿Cuándo será que pueda
libre de esta prisión volar al cielo,
Felipe, y en la rueda
que huye más del suelo,
contemplar la verdad pura sin velo?

Allí a mi vida junto
en luz resplandeciente convertido,
veré distinto y junto
lo que es y lo que ha sido,
y su principio propio y escondido.

Entonces veré cómo
el divino poder echó el cimiento
tan a nivel y plomo,
do estable eterno asiento
posee el pesadísimo elemento.

Veré las inmortales
columnas do la tierra está fundada,
las lindes y señales
con que a la mar airada
la Providencia tiene aprisionada.

Por qué tiembla la tierra
pro qué las hondas mares se embravecen,
dó sale a mover guerra
el cierzo, y por qué crecen
las aguas del Océano y decrecen.

De dó manan las fuentes;
quién cebe y quién bastece de los ríos
las perpetuas corrientes,
de los helados fríos
veré las causas, y de los estíos.

Las soberanas aguas
del aire en la región quién las sostiene;
de los rayos las fraguas;
dó los tesoros tiene
de nieve Dios, y el trueno dónde viene.

¿No ves cuando acontece
turbarse el aire todo en el verano?
El día se ennegrece
sopla el gállego insano.
Y sube hasta el cielo el polvo vano;

Y entre las nubes mueve
su carro Dios ligero y reluciente,
horrible son conmueve,
relumbra fuego ardiente,
treme la tierra, humíllase la gente.

La lluvia baña el techo,
envían largos ríos los collados;
su trabajo deshecho,
los campos anegados
miran los labradores espantados.

Y de allí levantado
veré los movimientos celestiales,
así el arrebatado
como los naturales,
las causas de los hados, las señales.

Quién rige las estrellas
veré, y quién las enciende con hermosas
y eficaces centellas;
por qué están las dos osas,
de bañarse en el mar, siempre medrosas.

Veré este fuego eterno
fuente de vida y luz do se mantiene;
y por qué en el invierno
tan presuroso viene,
por qué en las noches largas se detiene

Veré sin movimiento
en la más alta esfera las moradas
del gozo y del contento,
de oro y luz labradas
de espíritus dichosos habitadas.
Fray Luis de León (1527 o 1528 - 1591)